# Nichols Bridgeway

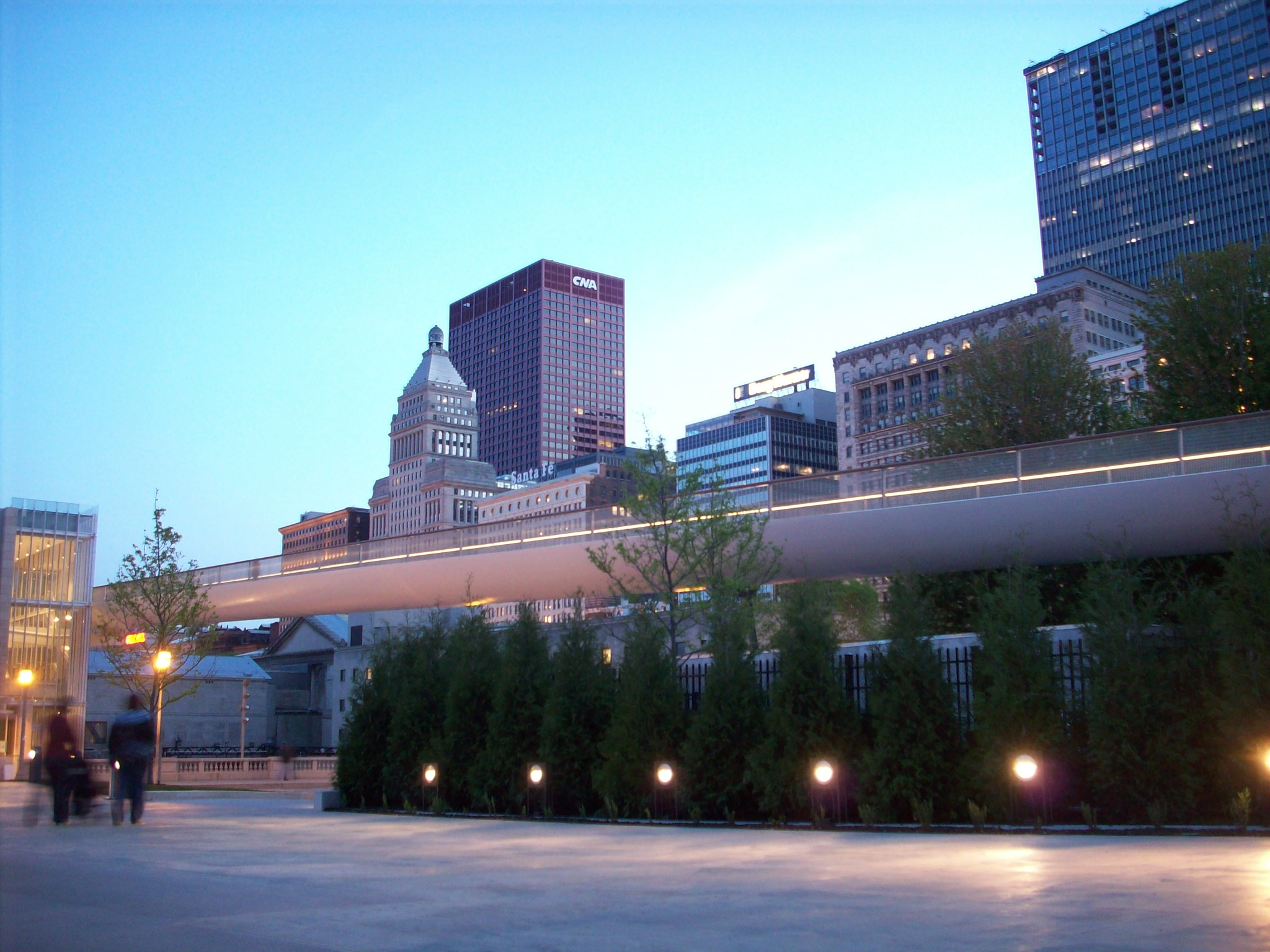
Il ponte che attraversa il Millennium Park

Il Nichols Bridgeway è un ponte pedonale situato a Chicago e progettato da Renzo Piano. Il ponte, che attraversa il Millennium Park, è stato inaugurato il 16 maggio 2009.